# だってヤンママ
『だってヤンママ』は、すみれいこによる日本の4コマ漫画。『まんがライフ』（竹書房）にて1996年1月号から2017年5月号まで連載された。『まんがライフオリジナル』（同）にも連載されていた。

## 概要
元ヤンで今は専業主婦のカオリを中心に繰り広げられる4コマ漫画。『本当にあった笑える話』（ぶんか社）の同作者の4コマとは異なり、下ネタはほとんど含まれていない。

## 登場人物
年齢は『まんがライフオリジナル』で連載が始まった1994年頃当時の設定を表記。
カオリ（香）
本編の主人公。元ヤンで専業主婦のいわゆるヤンママ。かつては「紅サソリのカオリ」と呼ばれ男女の不良関係なく今でも慕われている。たが、今は夫と娘をこよなく愛する妻であり母。夫を「荷物持ち」と言うということもあるが、おしどり夫婦である。明らかにその日丸一日家事をサボるなど、どこか昔の節が出るときがある。料理・掃除など家事の腕は壊滅的だが、喧嘩の腕と迫力は健在。明るい性格でみんなから好かれている。22歳。
孝志
カオリの夫で真面目な会社員。主にツッコミを担当する。基本的に夫婦仲は良いが、潔癖で完璧主義な傾向がある。それを利用されて体よくカオリに家事を押し付けられたり、プレゼントが一人だけ粗末などどこか扱いがぞんざい。それでも妻への愛は不変で家族愛溢れる人物。特に一人娘・メグミを溺愛しており、早くもメグミを好いている良太をライバル視しており、その点はカオリにツッコまれている。28歳。たびたび禁煙に挑戦するがうまくいかない。
メグミ
カオリと孝志の一人娘。5歳。幼稚園児だが、作中で数少ないまとも（壊滅的なボケがないという意味で）な人物。両親の愛をいっぱいに受けて育っている天真爛漫な女の子。まだ恋愛について目覚めてはいないので、良太のことは「（純粋な意味で）少し年の離れた友達」と思っている。自分を巡って父と良太が（地味に）激しいバトルを繰り広げていることに気づいていない。カオリの後輩たちにも可愛がられていて、本人もママの友達という認識で普通に接する。
高原さん
カオリの住むアパートの隣人でカオリの一番の親友。若い容姿だが東京オリンピック（1964年）を生で見たことあるといって驚かれたくらいの年齢不詳。孝志が家にいない時のツッコミ（カオリの暴走抑制）役。立ち振る舞いが上品で、家事も一通りこなすため、カオリのことが放っておけない。ませ過ぎな息子・良太のメグミへのアプローチには母としてというより、人生の先輩として深いツッコミを入れる。しかしその一方、ポーカーフェイスで予期せぬボケを繰り出すこともある。怒りの表情（後ろ姿で描かれ顔は見えない）は大人をたじろがせるほど。女の子の服を手作りで作ってはメグミに着せるなど、メグミを我が子のように可愛がっている。
良太
高原さんの一人息子。6歳。メグミを愛するあまり、ませた発言や冷めた行動、恋愛観が目立つ。孝志とは（地味な）争いを繰り広げている。メグミに何をしても「のれんに腕押し」状態なのを不安に思っている（メグミが良太のアプローチを理解していないだけ）。また、霊感を持つ怪談話の達人で、カオリを泣かせたこともある。
孝志の母
孝志の母親でカオリの姑。スープの冷めない距離ぐらいの家に住んでおり、かなりの頻度で遊びに来る。未だにカオリと孝志の結婚を反対している節がたまに見られ小競り合いも多いが、性格や根性がとてもカオリと似ているため、何だかんだでお互いウマが合っており、仲もそれなりに良い。
孝志の父
孝志の父親でカオリの舅だが登場回数が極端に少なく存在感が薄い。カオリに対しては優しいようでカオリからも好かれている。
由美子
カオリの高校の後輩で、現役のヤンキー。アカネと一緒にいることがほとんどだが、いつもアカネに振り回されている。一方、カオリや高原さんと絡めば自身の若さを妬まれるなど、何かと気苦労が絶えない。外見や言葉遣いこそ良くないが初登場以来一切ボケずにツッコミに徹してきた、（ある意味）作中で一番まともな人物である。
アカネ
由美子の親友で、こちらも現役のヤンキーだが外見は可愛らしい。しかし、その腕力や発想は極悪非道・過剰行為そのものであり、カオリ以上の破壊的なボケを愛らしい笑顔とともに繰り出す。
宇都宮さん
メグミのかかりつけの美容師。イケメンなため、カオリ・高原さん・孝志の母に事あるごとに迫られ、振り回されている。また、良太からは一方的にライバル視されており、孝志とはカオリの悩み相談相手として仲がいい。著者の別作品『ときめきヘアサロンマチャ君の仕事事情!』の登場人物の1人。

## 単行本
竹書房より、BAMBOO COMICSとして4巻まで発行されている。
1. ISBN 4812451973（1998年04月）
2. ISBN 4812452740（1999年1月）
3. ISBN 4812453240（1999年10月）
4. ISBN 4812454387（2000年10月）